# Friedelind Wagner
Pour les articles homonymes, voir Wagner.
Friedelind Wagner (née le 29 mars 1918 à Bayreuth, morte le 8 mai 1991 à Herdecke en Allemagne) est la petite-fille du compositeur allemand Richard Wagner, arrière petite-fille de Franz Liszt, connue comme étant la seule de la famille Wagner à s'être opposée au régime nazi.
Second enfant et fille aînée de Siegfried Wagner, le fils du compositeur, et de Winifred Wagner, elle quitte l'Allemagne en 1939 à cause de la situation politique. Aux États-Unis, elle enregistre une déclaration radiophonique dans laquelle elle s'oppose au régime nazi et estime que son grand-père Richard ne s'en serait pas accommodé.
Elle retourne en 1953 en Allemagne. Elle tient pendant quelques années des master classes de musique au festival de Bayreuth et assure une mise en scène de Lohengrin en 1967 à Bielefeld.